# Kubiska kristallsystemet

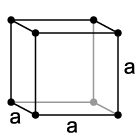
Kubisk kristall.

Det kubiska kristallsystemet har tre axlar som är lika långa och som bildar räta vinklar med varandra.
Det kan bilda former som kuber, oktaedrar, romboktaedrar, pentagondodekaeder, ikositetraeder och hexakisoktaeder. Exempel på mineral i detta system är diamant, granat, pyrit, spinell och lapis lazuli.